# 門捷列夫機場
門捷列夫機場（俄語：Аэропорт Менделеево，羅馬化：Aeroport Mendeleyevo）是一座位於日俄有争议的北方四岛之国后岛機場，開車至南庫里爾斯克的時間約是1小時。
薩哈林航空提供每週三次到南薩哈林斯克的南薩哈林斯克機場的航班。

## 概要
由實際控制国后岛的俄羅斯所營運，曾在2006年10月由於跑道的老朽化的緣故而暫時無法使用。
之後進行了修理以及擴建的施工，並預定將跑道的材質更換為混凝土。
2010年11月1日、俄羅斯總統德米特里·阿納托利耶維奇·梅德維傑夫訪問國後島時使用了門捷列夫機場。

## 航空公司與航點
| 航空公司     | 目的地       |
| ------------ | ------------ |
| 阿芙羅拉航空 | 南薩哈林斯克 |

## 交通
從南庫里爾斯克市（古釜布）前往約1小時車程。

## 關連項目
- 海燕機場